# قصر هدیو

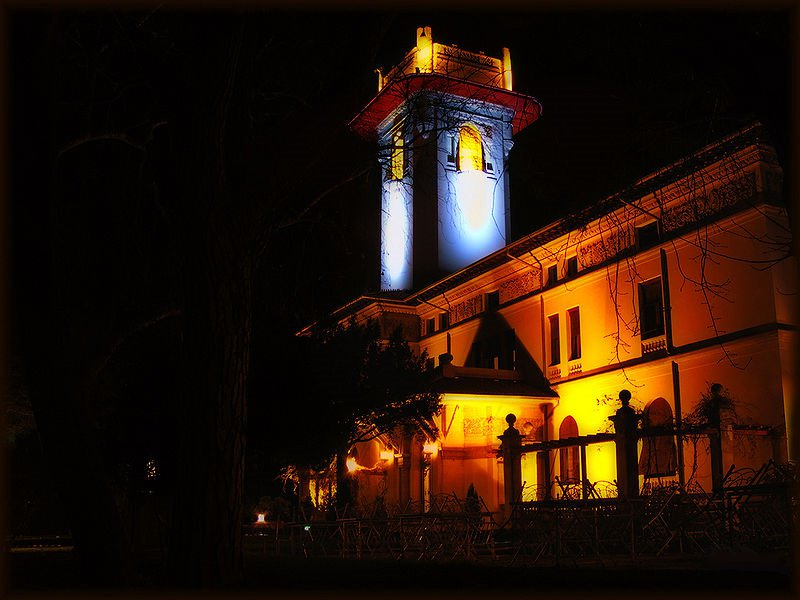
قصر هدیو

قصر هدیو استانبول (ترکی استانبولی: Çubuklu Sarayı/Hıdiv Kasrı) بنایی تاریخی واقع در منطقه بیکوز استانبول است. این بنا در سال ۱۹۰۷ به دستور آخرین پادشاه سلسله خدیوی مصر یعنی عباس حلمی پاشا و توسط معمار ایتالیایی ساخته شد. معماری قصر مطابق سلیقه و عرف زمان خود و به سبک هنر نو از اواخر قرن نوزدهم تا اوایل قرن بیستم بسیار محبوب بود ساخته شده.
خدیوی عباس حلمی پاشا که از فرمانده هان جوان مصری عثمانی بود برای قظع دست انگلیسی‌ها و کمک و حمایت از عثمانی‌ها در مصر می‌بایست مدت طولانی را در استانبول می‌ماند و برای همین در سال ۱۹۰۳ دو خانه ویلایی چوبی واقع در مکان کنونی قلعه را خریداری کرد. مدتی بعد تپه‌های جنگلی پشت ویلا و باغ سرسبز بالای ویلا به مساحت ۲۷۰ جریب را نیز خریداری کرد. در سال ۱۹۰۷ هر دو ویلای چوبی را خراب و دستور به ساخت قصری به مساحت ۱۰۰۰ متر مربع به سبک معماری رایج آن زمان یعنی آرت نووُ به دست معمار مشهور ایتالیایی دلفو سمیناتی داد. همچنین قلعه‌ای در قصر ساخت تا بتواد از بالای آن تنگه استانبول را تماشا کند.
با اشغال مصر توسط انگلیسی‌ها سیستم سیاسی کشور به پادشاهی تغییر یافت و بدین گونه لقب خدیوی از عباس حلمی پاشا گرفته و به سویس تبعید شد. خانواده عباس حلمی پاشا تا سال ۱۹۳۷ در قصر هدیو ماندند و در پایان همان سال قصر توسط شهرداری استانبول به فروش رفت.
قصر برای مدت طولانی متروکه ماند و در سال ۱۹۸۴ توسط شخصی به نام چِلیک گولَرسوی و به نمایندگی از مؤسسه تور و اتومبیل ترکیه بازسازی و برای مدتی به عنوان هتل مورد استفاده قرار گرفت. در بین سالهای ۱۹۹۴ تا ۱۹۹۶ باز بازسازی شد و در سال ۱۹۹۶، با استقرار شهرداری شهر استانبول به شهرداری تعلق می‌گیرد. در حال حاضر این قصر تاریخی به عنوان رستوران و مرکز امکانات رفاهی مورد استفاده قرار می‌گیرد.
یکی از بزرگترین باغ‌های گل استانبول که در یکی از اضلاع قصر قرار دارد و معماری تاریخی و زیبا آن موجب شده که قصر هدیو یکی از پر طرفدارترین مکان‌ها برای برگزاری جشن و عروسی در استانبول باشد.
در معماری قصر علاوه بر سبک اروپایی سایه‌هایی از معماری عثمانی هم هست. در وسط ورودی اصلی آب نمایی باشکوه از جنس مرمر سفید ساخته شده است. سقف آن بلند و با ویترای (رنگ آمیزی روی شیشه) تزیین شده. در چند جای قصر آب نماها و استخرهای کوچک و ظریف پیدا می‌شود. از نظر نقشه بنا به شکل دایره‌ای به دور یک استخر بنا شده که این دایره تنها در قسمت سالن ورودی قطع می‌شود. آسانسور تاریخی واقع در سالن ورودی هم از دیگر موارد دیدنی قصر است. در طبقه بالا هم تعدادی اتاق مخصوص قرار دارد.